# Àtica Oriental
L'Àtica Oriental (en grec: Περιφερειακή ενότητα Ανατολικής Αττικής) és una unitat perifèrica de Grècia corresponent a l'antiga prefectura d'Àtica.